# 拉米夫定
拉米夫定（INN:lamivudine），俗稱3TC，以商品名稱Epivir等於市面上銷售，是一種用於預防和治療愛滋病的抗反轉錄病毒藥物。當使用其他方案治療慢性B型肝炎不可行時，也可改用拉米夫定。它對HIV亞型中的HIV-1和HIV-2兩種病毒均能發揮療效。拉米夫定通常會被用來與其他抗反轉錄病毒藥物（如齊多夫定、多替拉韋和阿巴卡韋）合併使用。對於可能曝露於HIV（人類免疫缺乏病毒）的人，拉米夫定可作為暴露後預防療法中的一種藥物。
拉米夫定以液體或片劑形式，經由口服途經給藥。
使用此藥物常見的副作用有噁心、腹瀉、頭痛、疲勞和咳嗽。嚴重的副作用有肝病、乳酸性酸中毒以及已感染B型肝炎患者的病情惡化。年齡在3個月以上的嬰兒使用屬於安全，個體於懷孕期間使用，對於胎兒無安全顧慮。此藥物可在飯前或是飯後服用拉米夫定是一種核苷類逆轉錄酶抑制劑，以阻斷HIV反轉錄酶和B型肝炎病毒聚合酶而發揮作用。
拉米夫定於1995年取得專利，並於1995年在美國獲准進入醫療用途。它已名列世界衛生組織基本藥物標準清單之中。市面上有拉米夫定的通用名藥物（學名藥）販售。
商品名稱為Epivir的拉米夫定與其他抗反轉錄病毒藥物合併使用，適用於治療HIV-1感染。商品名稱為Epivir HBV的拉米夫定適用於治療具有B型肝炎病毒複製和活動性肝炎症狀，罹患慢性B型肝炎的個體。
拉米夫定用於治療慢性B型肝炎的劑量低於治療愛滋病的。它可改善呈B型肝炎e抗原陽性患者B型肝炎病毒的血清轉換，並改善肝臟的組織學分期（指透過顯微鏡檢查肝臟組織樣本（通常是肝臟活檢）的病理變化，來評估慢性肝臟疾病的嚴重程度和進展階段）。長期使用拉米夫定可能導致B型肝炎病毒發生變異，使其不再對拉米夫定敏感，這種變異的病毒株稱為YMDD突變株。但由於人體對此藥物有良好耐受性，仍受廣泛使用。

### 抗藥性
在愛滋病治療中，反轉錄酶基因的M184V/I突變是導致病毒對拉米夫定產生高度抗藥性的關鍵。藥廠葛蘭素史克曾提出，這種突變會降低病毒的"適應性"，理由是持續用藥雖會使病毒量回升，但程度較輕。停藥後病毒量則快速增加，且抗藥性突變消失。藥廠因此認為即使出現高度抗藥性，繼續使用拉米夫定或許仍有臨床益處，因為抗藥性病毒的"活性較低"。但COLATE（COmbination LAmiVudine and Tenofovir Emtricitabine，為一臨床研究名稱，用於比較在愛滋病患者中，將拉米夫定與恩曲他濱/替諾福韋組合使用，與單獨使用替諾福韋/恩曲他濱的效果。）研究的證據顯示對於已對拉米夫定產生抗藥性的患者，繼續使用並不能帶來額外好處。
B型肝炎病毒對拉米夫定產生抗藥性的現象，最早是在病毒反轉錄酶基因的YMDD區域（酪胺酸-甲硫胺酸-天門冬胺酸-天門冬胺酸）被確認。YMDD是指該區域的特定胺基酸序列。這個基因在病毒基因組上佔有一定的長度（344個胺基酸，位於349-692號密碼子）。其中最常見的抗藥性突變是M204V/I/S。YMDD序列轉變為YIDD，會導致病毒反轉錄酶的錯誤率顯著降低（3.2倍），也使得病毒的生長能力下降，對病毒本身並非有利。另外還有其他一些較不常見的抗藥性突變，例如L80V/I、V173L和L180M。

## 副作用及禁忌症
1. 輕微的副作用有噁心、疲勞、頭痛、腹瀉、咳嗽和鼻塞。
2. 請勿開立拉米夫定/齊多夫定、阿巴卡韋/拉米夫定或阿巴卡韋/拉米夫定/齊多夫定（英语：Abacavir/lamivudine/zidovudine）處方給正在服用恩曲他濱的患者使用。[15]
3. 長期使用拉米夫定可能會讓個體產生具抗藥性B型肝炎病毒（YMDD）突變株。[10]
4. 感染HIV或HBV（B型肝炎病毒）的女性在服用拉米夫定期間應被警告須停止母乳哺育，因為這會使嬰兒面臨HIV或HBV傳播和藥物副作用的風險。[16][17]
5. 同時感染HIV和HCV（C型肝炎病毒）的個體，如同時接受干擾素和拉米夫定治療，可能會發生肝損傷。[18]
6. 該藥物可能引發對機會性感染而出現的發炎反應（例如，鳥型結核分枝桿菌併發症（英语：Mycobacterium avium complex） [MAC]、結核病、巨細胞病毒感染 [CMV]、肺孢子菌綱感染 ）。
7. 曾有自身免疫疾病的報告，且症狀可能在使用抗反轉錄病毒治療後數個月才會出現。[19]
8. 腎功能受損的患者應謹慎使用，且勿將此治療處方給肝功能受損的患者。[17]

## 作用機轉
拉米夫定是一種胞苷的結構類似物。它能有效抑制HIV（包括第1型和第2型）和B型肝炎病毒的反轉錄酶。其作用方式是在體內轉化為活性代謝物後，這些代謝物會與病毒合成DNA所需的天然物質競爭，阻止其摻入病毒DNA鏈中。同時它們也會干擾HIV反轉錄酶的活性，並導致病毒DNA鏈的合成提前終止。
拉米夫定是一種口服藥物，能迅速且有效被身體吸收，其生物利用度高於80%。一些研究顯示它能具有穿透血腦屏障的能力。拉米夫定在臨床中經常與齊多夫定聯合使用，以增強抗病毒效果。使用拉米夫定已被證實可恢復先前對齊多夫定產生抗藥性HIV的藥物敏感性。在安全性方面，對小鼠和大鼠進行的體內研究顯示，即使拉米夫定在遠高於人體使用劑量的範圍內（10至58倍）也未表現出致癌或致突變的潛在風險。
這藥物在成人體內的生物半衰期為5–7小時。

## 歷史
拉米夫定的開發始於1988年，由加拿大分子藥理學家伯納德·貝勒在麥基爾大學，以及在蒙特婁IAF BioChem International, Inc.實驗室工作的保羅·阮巴（Paul Nguyen-Ba）合作完成。他們發明外消旋體混合物BCH-189，而後於1989年分離出具有藥理活性的負對映異構物，即拉米夫定。為評估其安全性，研究樣品首先被送交耶魯大學的鄭永奇教授。鄭教授的重要發現是當拉米夫定的負對映異構形式與另一種抗病毒藥物齊多夫定（AZT）聯合使用時，不僅能減輕副作用，更能有效提升抑制HIV反轉錄酶的能力。.這種藥物組合能更強效阻止HIV複製其遺傳物質所需的關鍵酶。進一步的研究還顯示拉米夫定對細胞能量工廠 - 粒線體DNA的毒性較其他同類藥物更小。
拉米夫定於1995年11月獲得美國食品藥物管理局（FDA）批准，最初是與齊多夫定聯合使用。它在2002年再次獲得FDA的核准用於其他適應症。由於其在醫療上的重要性，已被列入世界衛生組織基本藥物標準清單之中。

## 各式製劑
- Epivir片劑（葛蘭素史克，於美國和英國銷售）用於治療HIV感染
- Epivir-HBV片劑（葛蘭素史克；僅限美國銷售）用於治療B型肝炎
- Zeffix片劑（葛蘭素史克，僅限英國銷售）用於治療B型肝炎
- 3TC片劑（葛蘭素史克，於南非銷售）用於治療HIV感染
- 3TC-HBV片劑（葛蘭素史克，於印尼銷售）用於治療B型肝炎

拉米夫定也有與其他治療HIV藥物聯合，製成固定劑量的複方藥，例如： 
- 拉米夫定/齊多夫定（與齊多夫定合用）
- 阿巴卡韋/拉米夫定（與阿巴卡韋合用）

阿巴卡韋/拉米夫定/齊多夫定（與齊多夫定和阿巴卡韋合用） 
- 多替拉韋/拉米夫定（Dolutegravir/lamivudine，與多替拉韋合用）
- 多替拉韋/拉米夫定/替諾福韋（與多替拉韋及替諾福韋合用）